# Maria Mayol
Maria Mayol Colom (Sóller, 1883 - Cala Mayor, Palma de Mallorca, 1959) fue una política y escritora española de ideología republicana y mallorquinista.

## Biografía
Residente en Francia durante su niñez, estudió en la Universidad de Burdeos. Al volver a Sóller, obtuvo el título de perito mercantil en la Escuela Profesional de Comercio de Palma. Fue miembro destacado de la Asociación por la Cultura de Mallorca y fundadora y presidenta (1926-34) de la asociación Foment de Cultura de la Dona de Sóller. 

“En la nostra Sóller –gràcies a Déu– sempre s’ha vist en les famílies un ver interès per educar i instruir els seus infants. Malgrat això, notam que dins el jovent hi ha prou jovenetes que per causes anòmales es troben avui dedicades a art o ofici sense haver sortit de l’analfabetisme. Perquè analfabeta és tota persona incapaç d’escriure correctament el que pensa i de tenir una idea elemental dels principals coneixements humans, I en trobaríem moltes qui manquen d’aquest recurs”.
 Maria Mayol “Des del Foment de Cultura de la Dona”, Sóller, 30 de octubre de 1926

 En 1931, participó en la asamblea de ayuntamientos y entidades que aprobó el Anteproyecto de Estatuto de Autonomía de Baleares de 1931. 
De ideología católica progresista, desde el comienzo de la Segunda República adoptó posiciones de izquierdas. Militante de Acción Republicana de Mallorca y, posteriormente, de Esquerra Republicana Balear, fue candidata a diputada por la coalición republicano-socialista en las elecciones de noviembre de 1933. Miembro del Comitè de Relacions entre Catalunya i Mallorca (1933), en 1936 firmó la Respuesta a los catalanes. Fue profesora municipal de Sóller y de los institutos de Felanich y de Villanueva y Geltrú. 
El levantamiento militar de julio de 1936 la sorprendió en Madrid y después de la guerra civil española se exilió a Francia. Hacia 1945 volvió a Mallorca y se retiró totalmente de la vida pública. Publicó poemas y otras colaboraciones literarias y políticas en revistas como El Almanaque de las letras, y El Felanitxer, Gema, La Nostra Terra y Sóller. Es autora de la obra de teatro Margalideta de Sortdeviu, estrenada en 1931. En 1992, fue nombrada hija ilustre de Sóller.